# 소파가세노스
소파가세노스(고대 그리스어: Σοφαγάσηνος) 또는 소파가네누스(라틴어: Sophagasenus)는 기원전 3세기 마지막 10년 동안 카불과 카피사 계곡(고전 문헌의 파로파미사다이)을 다스렸던 지역 통치자였다. 소파가세누스는 폴리비오스의 "역사"에서만 언급된다.

## 이름과 신원
소파가세노스는 아마도 슈바가세나라는 이름에서 유래했을 것이다.
빌헴 폰 포크함머에 따르면, 셀레우코스 제국의 6대 군주인 안티오코스 3세는 마우리아가 아니라 수바가세나라는 지역 통치자에게 저항을 받았다.
케임브리지 인도사에 따르면 인도사에는 해당 이름의 통치자가 존재하지 않기 때문에, 소파가세노스는 마우리아 제국의 쇠퇴를 틈타 인더스 서쪽에 자신의 제국을 세운 지역 통치자라고 추정되었다. 역사학자 존 마는 소파가세노스를 인도의 어떤 자료에서도 알려지지 않은 지역 왕조라고 부른다.
역사학자 로밀라 타파르 박사는 수바가세나가 마우리아 황제였다는 견해에 강하게 반대한다.

## 역사적 기록
고대 그리스의 역사가 폴리비오스(기원전 204년경~기원전 122년경)는 기원전 206년경 안티오코스 3세가 코카서스 인디쿠스(힌두 쿠시)를 횡단한 원정과 관련하여 소파가세노스를 언급하고 있다. 코카서스산맥을 넘은 안티오코스는 카불로 올라가 소파가세노스 왕을 만나 이전에 맺은 연맹과 우정을 다시 한 번 확인하고 코끼리를 더 얻어 총 150마리를 갖게 되었다. 그 후 그는 아라코시아, 드랑기아나, 카르마니아를 거쳐 고향으로 돌아왔다. 폴리비오스를 제외한 다른 자료에는 소파가세노스에 대한 언급이 없다.

### 인용주
1. ↑  Read actual Trans of Polybius 11.34: "그(안티오코스)는 코카서스 인디쿠스(파로파미수스)를 건너 인도로 내려가 인도인의 왕 소파가세노스와 우정을 새롭게 하고, 코끼리를 더 받아 총 150마리를 갖게 되었으며, 다시 한 번 군대를 먹이고 군대와 함께 직접 다시 출발하여, 이 왕이 그에게 넘겨주기로 한 보물을 가져오는 임무를 키지쿠스의 안드로스테네스에게 맡겼다.[8] 아라코시아를 가로질러 에니만투스강을 건넌 그는 드랑게네를 거쳐 카르마니아에 이르렀고, 이제 겨울이 되자 병사들을 그곳에 있는 겨울 숙소로 보냈다."[9]

### 참조주
1. ↑  Garg, Gaṅgā Rām (1992). 《Encyclopaedia of the Hindu world, Volume 2》. Concept Publishing Company. 510쪽. ISBN 9788170223757.
2. ↑  Kosmin 2014.
3. ↑  A political History of the Subcontinent, 1993, p 156, Wilhelm Von Pochhammer
4. ↑  Cambridge History of India, 1962, p 397, Editor E. J. Rapson
5. ↑  Antiochos III and the Cities of Western Asia Minor. 2002, pp 6, 64, John Ma
6. ↑  Political History of Ancient India, 1996, p 322, Dr H. C. Raychaudhury, Dr B. N. Mukerjee
7. ↑  Ref: Polybius, XI.34.11-12
8. ↑  Kosmin 2014, 35–36쪽.
9. ↑  The Histories of Polybius, Book 11, 1889, p 78, by Friedrich Otto Hultsch, Evelyn Shirley Shuckburgh